# Userkare
Userkare ("Duša Ra je jaka") bio je drugi kralj Šeste egipatske dinastije koga neki egiptolozi smatraju uzurpatorom prijestolja. 
Userkare je možda svoje pravo postavljao temeljem srodstva s Petom dinastijom, ali je sigurno bio suparnik Tetija u borbi za prijestolje. S obzirom na to da Maneton tvrdi da su Tetija ubili njegovi tjelohranitelji, postoje teorije da je zavjeru pokrenuo Userkare kao njen vođa te poslije preuzeo prijestolje. Nedavno otkriveni Kamen iz Južne Saqqare dokument iz doba vladavine Pepija II potvrđuje njegovo postojanje i pripisuje mu vladavinu od 2 do 4 godine. Tetijev sin Pepi I. je nakon nekog vremena uspio svrgnuti Userkarea i naslijediti ubijenog oca. U Torinskom popisu kraljeva postoji lakuna između Tetija i Pepija I Meyrea, dovoljno velika da sadrži unos za Userkarea. Userkare se također spominje u još nekoliko popisa kraljeva. 
Userkare je započeo rad na nekoliko velikih građevinskih projekata, o čemu svjedoče natpisi njegove radne snage. Međutim, nije identificiran nijedan kompleks piramida vezan uz njega, vjerojatno zbog kratkoće njegove vladavine. 

## Vanjske poveznice
- (engl.) The South Saqqara Stone: Sixth Dynasty Annals